# LIVEしずおか
『LIVEしずおか』（ライブしずおか）は、2022年4月4日から静岡放送（SBSテレビ）で毎週月曜日から金曜日の夕方に放送されている静岡県ローカルの報道番組。

## 概要
2022年4月1日まで放送されていた夕方ワイド番組『ORANGE』のうち、番組後半のローカルニュースパートを引き継ぐ形で開始。
SBSテレビの夕方ニュースが単独番組となるのは『SBSテレビ夕刊』以来、およそ12年ぶり。
暮らしが「潤う」ことを番組テーマとし、“静岡のいま”にこだわり、暮らしの潤いや豊かさに繋がる情報発信を目指す。
月曜日から木曜日のメインキャスターには、入社3年目の瀬﨑一耀と、入社2年目の井手春希の若手アナウンサーを起用。特に、瀬﨑は同局史上最年少の男性メインキャスターとなった。
2023年3月末をもって瀬﨑一耀はSBSを退社したため、2023年4月3日からの月曜 - 木曜 メインキャスターは滝澤悠希に変更。
2023年10月6日から、新人アナウンサーの杉本真子が金曜日のレギュラーに加わる。
2024年10月2日から、入社2年目の松下晴輝が水曜日のレギュラーに加わる。
2025年3月28日をもって『イブアイしずおか』から気象予報を担当してきた田中健太郎が番組を卒業し、久留嶋怜に交代。

## 放送時間
| 期間       | 期間 | 放送時間（JST）                   |
| ---------- | ---- | --------------------------------- |
| 2022.04.04 | 現在 | 月曜 - 金曜 18:15 - 19:00（45分） |

### 特別編成による放送時間の変更
- 2022年12月26日 - 28日は17:45 - 18:00の短縮版として放送。
- 2023年3月9日は『2023 ワールド・ベースボール・クラシック（WBC）開幕戦 日本VS中国』、3月10日は『WBC 第2戦日本 VS 韓国』の放送のため、それぞれ17:45 - 18:00の繰り上げ・短縮放送。
- 2023年4月3日は『CDTVライブ!ライブ!30周年4時間半スペシャルの放送のため、17:45 - 18:30の放送へ変更。
- 2023年5月17日はサッカーJ2リーグ『藤枝MYFC×ジュビロ磐田』(藤枝総合運動公園サッカー場)中継のため、18:55終了に5分繰り上げ。
- 2023年6月20日はサッカー『キリンチャレンジカップ2023』日本×ペルー（パナソニックスタジアム吹田）放送のため、17:45 - 18:30の放送へ変更。
- 2023年8月11日（山の日）は『それSnow Manにやらせて下さい』2時間半スペシャル放送のため、17:45 - 18:30の放送へ変更。
- 2023年8月14日の放送は、『CDTVライブ!ライブ!! 真夏の4時間半スペシャル』放送のため、17:45 - 18:30の放送へ変更。
- 2023年9月1日の放送は、『関東大震災から100年 あす巨大地震が来たら』の放送のため、17:15  - 17:50の放送へ変更。
- 2023年9月25日から10月4日まではアジア大会中継に伴う『Nスタ』のJNN枠変更のため、9月25日 - 27日は15:49 - 16:35、28日・29日・10月2日 - 4日は16:50 - 17:35に放送（9月29日[6]時点で判明している情報）。
- 2023年10月9日（スポーツの日）は『CDTVライブ!ライブ! 100回記念3時間半スペシャル』放送のため、17:45 - 18:30の放送へ変更。
- 2023年10月26日は16:40 - 17:40でプロ野球ドラフト会議2023、17:40 - 20:00に『速報プロ野球ドラフト会議 ＴＨＥ運命の1日』を放送のため、休止。
- 2023年10月31日は18:00 - からプロ野球 SMBC日本シリーズ2023「阪神×オリックス」（甲子園球場）放送のため、17:15 - 18:00の放送へ変更。
- 2023年12月18日は『CDTVライブ!ライブ! クリスマス4時間半スペシャル』放送のため、17:20 - 17:50と18:15 - 18:30の2部構成で放送。
- 2023年12月22日は18:30 - 22:00で『爆笑!明石家さんまのご長寿グランプリ2023』放送のため、17:20 -17:50と18:15 - 18:30の2部構成で放送。
- 2023年12月25日は18:00 - 22:57で『最前線! 密着警察24時 年末特別警戒スペシャル』放送のため、17:45 - 18:00の短縮放送へ変更。
- 2023年12月26日は18:00 - 21:00で『バナナサンド ハモリ我慢年間大賞』放送のため、17:45 - 18:00の短縮放送へ変更。
- 2023年12月27日は18:00 - 22:57で『SASUKE2023～第41回大会～』放送のため、17:45 - 18:00の短縮放送へ変更。
- 2023年12月28日は本編（この日も18:00 - 23:43で『衝撃映像100連発＆動物スクープ＆極限ミステリー人気映像番組合体230連発SP』の放送のため、通常放送は17:45 - 18:00の短縮放送）とは別に15:49 - 16:50で『LIVEしずおか年末総決算SP 今だから笑える”あの話“から学ぶ未来へのヒント!』（ゲストに永井紗耶子が出演）を放送。
- 2024年1月4日は16:50 - 17:50と18:15 - 18:30、5日・8日は17:20 - 17:50と18:15 - 18:30（EPG等の番組表では4日は 16:50 - 18:30、5日・8日は17:20 - 18:30）の2部編成で放送（4日は18:30 - 23:00で『モニタリング＆夜会 新春4時間SP』、5日は『それSnow Manにやらせて下さいSP★新春!完コピダンス対決＆新曲TV初披露』、8日（成人の日）当初『冒険少年　超脱出島☆あばれる君夫婦参戦＆俳優佐野勇斗＆大谷翔平の先輩・野球界超人』を放送予定だったが（同年1月29日に放送）、能登半島地震に伴う報道特別番組によって休止となった『笑いの王者が大集結! ドリーム東西ネタ合戦2024』に急遽差し替えられた）。
- 2024年4月1日は18:30 - 22:57で『CDTVライブ!ライブ!4時間半スペシャル』放送のため、17:20 - 17:50と18:15 - 18:30の2部構成で放送。
- 2024年4月29日（昭和の日）は18:30 - 22:00で『CDTVライブ!ライブ!2時間半スペシャル』放送のため、18:30迄の短縮放送へ変更。
- 2024年5月6日（こどもの日の振替休日）は2週続けて18:30 - 22:00で『CDTVライブ!ライブ!2時間半スペシャル』放送のため、17:20 - 17:50と18:15 - 18:30の2部構成で放送。
- 2024年7月15日（海の日）は16:50 - 17:50で『LIVEしずおか 夏休み直前SP夏の楽しみ方教えちゃいます!』を放送、通常の放送（ニュースパート部分）は18:30 - 21:00で『冒険少年 脱出島・家族決戦SPあばれる君が親子で初参戦!浜辺美波＆目黒蓮が大応援』の放送のため、18:15 - 18:30の短縮版を放送。
- 2024年8月8日は当日16:42頃に発生した日向灘地震（南海トラフ地震臨時情報も発表）による『Nスタ 報道特別番組』に急遽変更されたが、本番組ベースのローカルニュースは18:15 - 18:24頃に放送した。
- 2024年8月21日は18:30 - 22:00で『SASUKEワールドカップ2024』の放送のため、17:20 - 17:50、18:15 - 18:30（17:50 - 18:15は『Nスタ（全国ニュース）』を内包）の2部編成で放送。
- 2024年9月16日（敬老の日）は18:30 - 22:00で『今夜復活!「8時だョ!全員集合不適切だけど笑っちゃうドリフ伝説コントBEST20』の放送のため、17:20 - 17:50、18:15 - 18:30（17:50 - 18:15は『Nスタ（全国ニュース）』を内包）の2部編成で放送（EPG等では17:20 - 18:30）。
- 2024年9月23日（秋分の日の振替休日）は18:30 - 21:00で『CDTV ライブ!ライブ!』（30分拡大版）放送のため、先週（9月16日）同様、17:20 - 17:50、18:15 - 18:30（17:50 - 18:15は『Nスタ（全国ニュース）』を内包）の2部編成で放送（EPG等では17:20 - 18:30）。
- 2024年10月14日（スポーツの日）は18:30 - 22:00で『最強スポーツ男子頂上決戦2024秋★絶対王者パリ五輪メダリストvs新世代』放送のため、17:20 - 17:50、18:15 - 18:30（17:50 - 18:15は『Nスタ（全国ニュース）』を内包）の2部編成で放送（番組表等では17:20 - 18:30）。
- 2024年10月24日は『プロ野球ドラフト会議2024』放送のため、全編休止、県内ニュースは18:15頃 - 18:30頃のJNNニュース（全国ニュース）の後に放送。
- 2024年10月30日は『SMBC日本シリーズ2024 第4戦「ソフトバンク×DeNA」戦』中継のため、17:55 - 18:15の20分版を放送。
- 2024年11月4日（文化の日の振替休日）は18:30 - 21:00で『冒険少年　脱出島家族SP長州力5才孫と初参戦･･･岡村&目黒蓮目撃!史上初の事件発生』放送のため、17:20 - 17:50、18:15 - 18:30（17:50 - 18:15は『Nスタ（全国ニュース）』を内包）の2部編成で放送（番組表等では16:50 - 17:20、『Nスタ』17:20 - 18:30、『LIVEしずおか』となっている）。
- 2024年11月22日は18:45 - 22:00（延長の場合あり）で『世界野球プレミア12 日本 × ベネズエラ』中継のため、17:35 - 17:50、18:15 - 18:45（17:50 - 18:15は『Nスタ（全国ニュース）』を内包）の2部編成で放送（番組表等では15:49 - 17:35『Nスタ』、17:35 - 18:45『LIVEしずおか』となっている）。
- 2024年12月16日は18:30 - 22:57で『CDTVライブ!ライブ! クリスマス 4時間半SP』の放送のため、17:20 - 17:50、18:15 - 18:30（17:50 - 18:15は『Nスタ（全国ニュース）』を内包）の2部編成で放送（番組表等では15:49 - 17:20『Nスタ』、17:20 - 18:30『LIVEしずおか』となっている）。
- 2024年12月23日は17:45 - 19:00の拡大放送『激動にもほどがある1年（2024）になっちゃいましたSP』（タイトルは「不適切にもほどがある!」が元）を実施、このため一部TBS系列で18:00から放送される『最前線!密着警察24時 年末特別警戒SP』は19:00飛び乗り。
- 2024年12月24日 - 26日は年末特番に伴うゴールデンタイム番組の開始時刻繰り上げのため、17:45 - 18:00の短縮版として放送。
- 2025年1月6日は17:20 - 17:50で「くるぞ万博!歌うぞ第九!!1万人の第九 EXPO2025への道」を放送するため、16:50 - 17:20、18:15 - 19:00の2部制で放送（「Nスタ」は15:49 - 16:50、17:50 - 18:15に放送、17時台は休止）。
- 2025年1月13日は（成人の日）は18:30 - 21:30で『KUNOICHI2025』放送のため、17:20 - 17:50、18:15 - 18:30（17:50 - 18:15は『Nスタ（全国ニュース）』を内包）の2部編成で放送（番組表等では15:49 - 17:20『Nスタ』、17:20 - 18:30『LIVEしずおか』となっている）。
- 2025年2月24日（天皇誕生日の振替休日）は18:30 - 22:00で『8年ぶり復活★ウンナン極限ネタバトル「ザ・イロモネア」笑わせたら100万円SP』放送のため、17:20 - 17:50、18:15 - 18:30の2部編成で放送（番組表等では17:20 - 18:30『LIVEしずおか』となっている）、また『Nスタ』の放送はこの日のみ16時台は休止し17:50 - 18:15のみの放送となる。
- 2025年7月21日（海の日）は『それって実際どうなの会SP』（18:50 - 21:45）放送による特別編成のため、放送時間を繰り上げ18:05 - 18:50に放送。
- 2025年7月30日は2025年カムチャツカ半島地震による『報道特別番組（Nスタ扱い）』を放送したため、番組は全編休止となったが18:35 - 18:50頃に県内の最新情報を放送した。
- 2025年8月25日（予定）は2025世界バレー女子　予選「日本×ウクライナ」中継のため、17:25 - 17:40と18:15 - 18:45の2部編成で放送（途中、『Nスタ』〈全国パート、17:40 - 18:15〉を放送〉。

## 出演者
特記のない者は静岡放送アナウンサー。
キャスター
- 井手春希（2022年4月4日 - 、月曜 - 木曜）
- 水野涼子（2022年4月8日 - 、金曜）
- 滝澤悠希（2023年4月3日 - 、金曜）
- 杉本真子（2023年10月6日 - 、月曜・金曜）
- 松下晴輝（2024年10月2日 - 、月曜 - 木曜）

気象予報士
- 久留嶋怜[7]（2025年3月31日 - 、ウェザーマップ所属気象予報士）

### 過去の出演者
キャスター
- 瀬﨑一耀（元静岡放送アナウンサー、2022年4月4日 - 2023年3月30日、月曜 - 木曜担当）

気象予報士
- 田中健太郎（ウェザーマップ所属気象予報士、2022年4月4日 - 2025年3月28日）